# 飯田将史
飯田 将史（いいだ まさふみ、1972年 - ）は、日本の政治学者。専門は中国政治、東アジア外交。防衛省防衛研究所中国研究室主任研究官。

## 人物
東京都出身、慶應義塾大学大学院修了。1999年防衛庁防衛研究所入所。スタンフォード大学客員研究員（2011年）、米国海軍大学客員研究員（2013年）などを経て、2016年より防衛研究所中国研究室主任研究官を務める。

## 略歴
- 1994年 - 慶應義塾大学総合政策学部卒業（小島朋之研究会[2]）
- 1996年 - 慶應義塾大学大学院政策・メディア研究科修士課程修了
- 1999年 - 慶應義塾大学大学院政策・メディア研究科博士課程単位取得退学
- 1999年 - 防衛庁防衛研究所入所
- 2005年 - スタンフォード大学東アジア研究専攻修士課程修了
- 2011年 - スタンフォード大学東アジア研究センター客員研究員
- 2013年 - 米国海軍大学中国海事研究所客員研究員

## 主張
- 2022年ロシアのウクライナ侵攻はウクライナ侵攻が台湾有事で習近平政権が台湾で動いたときに成功する可能性にも関係し、武力侵攻を促す可能性があり、日本の安全保障にも関係すると述べた[3]。(詳細は2022年ロシアのウクライナ侵攻との関係)。
- 中国がアフガニスタンに関し、イスラム過激派やテロリストの温床となり、ウイグル問題のリスクを低減するためにタリバン政権との関係構築を進めていることに対し、監視が必要であるとしている[4]。

## 著書

### 単著
- 『海洋へ膨張する中国』（角川SSC新書, 2013年）

### 共編著
- 『東アジアの安全保障』（南窓社, 2002年）
- 『21世紀の中国と東亜』（一藝社, 2003年）
- 『中国政治と東アジア』（慶應義塾大学出版会, 2004年）
- 『転換する中国』（防衛研究所, 2009年）
- 『中国 改革開放への転換』（慶應義塾大学出版会, 2011年）
- 『論集：日本の安全保障と防衛政策』（ウェッジ, 2013年）
- 『チャイナ・リスク』（岩波書店, 2015年）